# The Meaning of Dreams
«The Meaning of Dreams» —en español: «El significado de los sueños»— es el tercer episodio de la tercera temporada de la serie de televisión de antología y comedia dramática estadounidense The White Lotus. Es el episodio número 16 de la serie y fue escrito y dirigido por el creador de la serie Mike White. Se emitió originalmente en HBO el 2 de marzo de 2025, y también se estrenó el mismo día en Max.
La serie sigue a los huéspedes y empleados de la ficticia cadena de resorts White Lotus. La temporada está ambientada en Tailandia y sigue a los nuevos huéspedes, entre los que se encuentran Rick Hatchett y su joven novia Chelsea; Timothy Ratliff, su esposa Victoria y sus hijos Saxon, Piper y Lochlan; Jaclyn Lemon y sus amigas Kate y Laurie; y la empleada de White Lotus Hawaii Belinda. En el episodio, Rick en mala gana lleva a Chelsea de excursión al centro de la ciudad, mientras Timothy empieza a sentirse estresado a medida que su situación empeora.
Según Nielsen Media Research, el episodio fue visto por 0.507 millones de telespectadores y obtuvo una cuota de audiencia de 0.13 entre los adultos de 18 a 49 años. El episodio recibió críticas positivas de los críticos, que alabaron las actuaciones y los temas del episodio.

## Argumento
Influenciada por su hijo Lochlan (Sam Nivola) y su reciente fascinación por los vídeos de tsunamis, Victoria (Parker Posey) tiene una pesadilla en la que camina hacia la playa y es tragada por un tsunami, con la gran casa familiar al fondo. Al despertarse, oye a Timothy (Jason Isaacs) hablando frenéticamente por teléfono hasta altas horas de la noche. A la mañana siguiente, discute con su familia el posible significado del sueño; Piper (Sarah Catherine Hook) sugiere que puede ser una advertencia, pero Saxon (Patrick Schwarzenegger) se burla de ello. Timothy atiende unas llamadas telefónicas para ponerse en contacto con su abogado, siendo informado de que el FBI quiere interrogarlo. Su abogado le advierte que no se contacte con nadie más. Para disimular la gravedad de su situación, Timothy decide cumplir tardíamente la norma de «no teléfono» establecida en el hotel, confiando todos los dispositivos electrónicos de la familia a su mentora sanitaria Pam (Morgana O'Reilly) a pesar de las objeciones de Saxon. Piper finalmente visita el monasterio, expresando su interés en unirse a su programa de verano y concertando una cita.
Rick (Walton Goggins) se acerca a la copropietaria del hotel, Sritala (Lek Patravadi), una antigua actriz y cantante, y dice ser productor de cine, sugiriendo que el director de su actual proyecto en Bangkok estaría interesado en trabajar con ella. Halagada, le da su tarjeta de visita. Él informa a Chelsea (Aimee Lou Wood) de que se marcha a Bangkok al día siguiente, y discuten sobre su relación. Durante una sesión de bienestar con Amrita, Rick le explica que hizo cosas malas en el pasado, y que su dolor e ira se deben al asesinato de su padre. Mientras sale con Chloe (Charlotte Le Bon), Chelsea se entera de que Gary estaba casado y que su mujer se suicidó ahogándose. Cuando Chelsea se marcha a la ciudad con Rick, Saxon y Chloe empiezan a flirtear el uno con el otro.
Cuando Sritala se prepara para ir a Bangkok, Gaitok (Tayme Thapthimthong) la saluda y le sugiere ingenuamente que tal vez quiera contratarlo como guardaespaldas. Sus guardaespaldas la miran amenazadores al pasar. Más tarde, se le acercan y se burlan de sus ambiciones, diciéndole que es un incompetente por haber permitido que el todoterreno pasara la barrera, lo que provocó el robo en la joyería. Le dicen que Fabian (Christian Friedel) quería despedirlo, pero que Sritala, a quien le cae bien, intervino en su favor. Más tarde, su supervisor le dice que debe asistir a una reunión con Fabian a la mañana siguiente.
Jaclyn (Michelle Monaghan), Kate (Leslie Bibb) y Laurie (Carrie Coon) participan en una sesión de yoga. Jaclyn cita a Laurie para una sesión de sanación energética con su mentor Valentin (Arnas Fedaravicius) e intenta incitarla a tener relaciones sexuales con él, pero durante la sesión no ocurre nada de naturaleza sexual. Esa noche, mientras cenan, se enzarzan en una discusión cuando Jaclyn critica el cristianismo por machista; Kate revela que asiste regularmente a la iglesia con su esposo y que se siente incómoda con la espiritualidad de estilo New Age. La conversación cambia rápidamente a la política; las otras dos mujeres, ambas liberales, le preguntan si es republicana, a lo que ella responde que es independiente; preguntada directamente si votó por Donald Trump, evade la pregunta pero su lenguaje corporal sugiere claramente que sí. Más tarde, esa misma noche, Kate escucha a Jaclyn y Laurie hablando sobre ella, criticando sus opiniones políticas y religiosas conservadoras.
Rick lleva a Chelsea con él a un pueblo cercano, donde compra legalmente cannabis mientras Chelsea curiosea en una pequeña tienda de ropa. Impulsivamente, la lleva a un destartalado «criadero de serpientes» donde se va a celebrar un show de cobras para un pequeño grupo de turistas. Durante el show, Rick pierde el conocimiento debido a los efectos del cannabis y abandona la sala. Sintiendo compasión por las serpientes enjauladas, libera a varias de ellas. Cuando Chelsea va a buscarlo, una de las cobras la muerde en la pierna. El equipo del criadero lleva a Chelsea a un hospital cercano y Rick la sigue en un tuk-tuk.
Mientras cena con Pornchai (Dom Hetrakul), Belinda (Natasha Rothwell) habla de su anterior trabajo en el White Lotus de Maui, Hawai. Pasó por un periodo de depresión después de que su amigo y gerente Armond fuera asesinado accidentalmente, y sus esperanzas de montar su propio centro de bienestar se vieron perdidas cuando su posible socia Tanya abandona el plan tras meterse con un hombre en el hotel. Sintiendo que reconoce al hombre (Jon Gries) de aquella época, se acerca a él en una mesa para preguntarle. Ella se dirige a él como Greg, pero él mantiene que nunca estuvo en Hawai y que su nombre es Gary. Belinda y Pornchai beben más de lo habitual y disfrutan de su mutua compañía, sintiéndose claramente atraídos el uno por el otro. Cuando llega a su habitación, se da cuenta de que hay una ventana abierta y sospecha que alguien se ha metido en la habitación.
Timothy se pierde la cena tras tomar una de las pastillas de Victoria, que le hace dormir durante toda la tarde y la noche. Se toma otra sin que ella lo sepa para poder volver a dormir esa noche.

## Producción

### Desarrollo
El episodio fue escrito y dirigido por el creador de la serie Mike White. Este fue el decimosexto crédito de White como guionista y director de la serie.

### Escritura
Con respecto a la historia de Belinda, Natasha Rothwell dijo: «Para ella, este terror que se avecina, y el potencial de eso, podría llevarla a algún consuelo en Pornchai como un espacio seguro, como algo en lo que puede deleitarse. Podría significar que las cosas son más precarias. Puede que esté haciendo malabarismos con un lado un poco mejor que con el otro, pero realmente creo que esa es la belleza de esta temporada. La luz y la oscuridad se necesitan mutuamente». Añadió que la interpretación de Jon Gries la asustaba, «Hay como un cambio que ocurre cuando se pone Greg y mira a Belinda que simplemente... Se me hiela la sangre porque sabes que tiene potencial para el mal. Y lo hace con una sonrisa, tan sutil, que es igual de aterrador».
La conversación sobre Donald Trump se escribió en 2022. Leslie Bibb explicó: «Cuando la estábamos rodando, en realidad parecía que iba a ser irrelevante. Es aleatoriamente actual. Creo que es muy fácil ser divisivo, y sentí que Mike -no es que no estuviera eligiendo un bando- solo estaba mostrando que no todo el mundo es un villano. No iba a arruinar esta fiesta por a quién votó».

### Rodaje
En las escenas del espectáculo de la cobra se utilizaron serpientes de verdad. Walton Goggins explicó que las serpientes le daban mucho miedo: «Era horripilante. Era un espectáculo de terror. Fue una pesadilla para mí, de verdad. Fueron dos días de, 'No puedo, no puedo, no puedo', y tenían a alguien fuera de cámara, tan pronto como cogía una serpiente, la acercaba y la ponía en sus brazos como, 'Oh Dios mío', y casi me desmayo cada vez».

## Recepción

### Audiencia
En su emisión original en Estados Unidos, «Special Treatments» fue visto por 0.507 millones de telespectadores, con un 0.13 en la franja demográfica 18-49. Esto supuso un descenso del 27% respecto al episodio anterior, que fue visto por 0.687 millones de espectadores en hogares con un 0.16 en el grupo demográfico 18-49.

### Respuesta de la crítica
«The Meaning of Dreams» recibió críticas positivas de los críticos. En el sitio web de agregadores de reseñas Rotten Tomatoes, el 100% de las 6 reseñas de los críticos son positivas, con una calificación promedio de 7.6/10.
Manuel Betancourt, de The A.V. Club, le dio al episodio una «B+» y escribió: «De hecho, cada temporada del programa es una olla a presión perfectamente calibrada, que obliga a nuestros afables invitados (y especialmente a los que no son tan afables al principio) a empezar a sudar la gota gorda para luego verse invadidos por ansiedades que todo lo abarcan y que les llevan a... bueno, todos sabemos lo que le pasó a la Tanya de Jennifer Coolidge, ¿verdad? En el tercer episodio de esta temporada, The Meaning of Dreams, encontramos a este grupo de invitados sudando por todo tipo de razones».
Alan Sepinwall de Rolling Stone escribió: «Cuando más tarde se lo cuenta a la familia, Piper sugiere que podría haber sido "algún tipo de advertencia", mientras que, por supuesto, Saxon se burla de la idea de que los sueños tengan algún valor predictivo. Pero ciertamente parece que se avecinan tormentas para muchos de los huéspedes y empleados». Proma Khosla de IndieWire, escribió: «Ese es más o menos el sentimiento que rige el episodio 3 de la tercera temporada, The Meaning of Dreams, escrito y dirigido por el showrunner Mike White. Todos nuestros personajes clave se acercan a la catástrofe, ya sea terminando muertos en el agua o causando su propia caída calamitosa».
Amanda Whiting de Vulture le dio al episodio una calificación de 4 estrellas de 5 y escribió: «Creo que es justo decir que a lo largo de las tres temporadas de The White Lotus, el mar de Mike White ha sido una presencia bíblica: agitado, oscuro, destructivo. El episodio de esta semana comienza con el agua bañando los pies de Victoria Ratliff mientras sus hijos están sentados a unos metros en una playa teñida de azul antes del amanecer». Erik Kain de Forbes, escribió: «En resumen, otro excelente episodio de The White Lotus, pero definitivamente lento. Tengo la sensación de que la primera mitad de esta temporada será sobre todo un montaje, y que todo el desenlace se producirá a medida que nos acerquemos al final».
Noel Murray de The New York Times, escribió: «Así que sí, el agua puede ser purificadora. Pero como Tim aprende con cada nuevo y angustioso mensaje telefónico, el agua no puede limpiar sin lavar algo». Brady Langmann de Esquire escribió: «No hay mucho que decir sobre el último envío de Mike White desde Tailandia, porque el episodio 3, acertadamente llamado The Meaning of Dreams, se siente como el último episodio de preparación antes de que el misterio del asesinato realmente comience a moverse. Una cosa digna de mención que el episodio 3 hace, sin embargo, es decirnos que debemos considerar a casi todo el mundo un sospechoso - a excepción de la dulce Chelsea y Gaitok. Debemos protegerlos a toda costa».
Meredith Blake de Los Angeles Times, escribió: «Me pareció interesante, y quizá un poco inverosímil, que Belinda no se hubiera enterado de la muerte de Tanya, ni por las noticias ni por la red del White Lotus. Sin duda, si una heredera fabulosamente rica como Tanya muriera en circunstancias misteriosas después de viajar en un yate en el que numerosas personas fueron tiroteadas y asesinadas, atraería la atención de los medios y probablemente generaría un millón de podcasts». Katie Baker de The Ringer, escribió: «En el Episodio 3, titulado The Meaning of Dreams, tanto las serpientes como los hombres intentan escabullirse de los confines poco amistosos de sus vidas actuales. Algunos se deslizan hacia el olvido. Otros lo intentan con todas sus fuerzas, aunque para ello tengan que tomar medidas desesperadas como encerrar a todo el mundo en sus dispositivos electrónicos y tomar pastillas».